# Pupillenkollegium
Ein Pupillenkollegium (Pupillen ist ein alter Ausdruck für Minderjährige oder Unmündige) war eine kollegialisch organisierte Justizbehörde, welcher die Aufsicht über Vormundschaftssachen oblag. Kollegien dieser Art existierten im 18. und 19. Jahrhundert in mehreren Staaten, z. B. Preußen. Eine Erstbelegung des Begriffes stammt 1748 aus dem Project einer Sportul-Ordnung und eines Pupillen Collegii, Berlin.